# Криворізька хоральна синагога
Велика Хоральна синагога в Кривому Розі — двоповерхова мурована будівля, збудована у 1899 році. Розташовувалася на розі вулиць Синагогальної (Каунаська) та Миколаївської (нині це Свято-Миколаївська вулиця, колишня Леніна).

## Будівництво
Будівництво синагоги збіглося з бурхливим розвитком міста, і відбулося після скасування заборони будувати двоповерхові будинки (1850). Вартість будівництва: приблизно 300 тисяч рублів сріблом (фасад) та 200 тисяч — оздоблення. Ці кошти збирала уся громада міста. Внутрішнє оздоблення синагоги було дуже величне й багате.
Банева споруда була збудована у стилі пізнього бароко.

## Історія
Вулицю, що проходила повз синагогу, почали називати «Шигл-гас». Популярним став місцевий хор. Синагога стала центром єврейського культурного та соціального життя.
22 квітня 1928 року Головна хоральна синагога була трансформована в Будинок єврейської культури. Тут проводилися вечори-зустрічі з діячами єврейської культури, виступали колективи художньої самодіяльності, демонстрували фільми. При закладі діяв відомий єврейський драматичний гурток. У 1936 році будівля колишньої синагоги була передана Криворізькому аероклубу. Під час війни будівля синагоги була зруйнована. На її фундаменті нині стоїть житловий будинок № 3.
Синагогальна вулиця стала Спортивною, а згодом — Каунаською. До 1941 року продовжувала функціонувати Мала синагога, що розташовувалася поруч.
Окупаційна нацистська влада 13—14 жовтня 1941 року оголосила про збір єврейського населення біля руїн синагоги. Ці події відомі як «Чорногорська трагедія».